# Cantonul Novion-Porcien
Cantonul Novion-Porcien este un canton din arondismentul Rethel, departamentul Ardennes, regiunea Champagne-Ardenne, Franța.

## Comune
| Comune                  | Populație (1999) | Cod poștal | Cod INSEE |
| ----------------------- | ---------------- | ---------- | --------- |
| Auboncourt-Vauzelles    | 85               | 08270      | 08027     |
| Chesnois-Auboncourt     | 166              | 08270      | 08117     |
| Corny-Machéroménil      | 124              | 08270      | 08132     |
| Faissault               | 189              | 08270      | 08163     |
| Faux                    | 51               | 08270      | 08165     |
| Grandchamp              | 86               | 08270      | 08196     |
| Hagnicourt              | 64               | 08430      | 08205     |
| Justine-Herbigny        | 114              | 08270      | 08240     |
| Lucquy                  | 489              | 08300      | 08262     |
| Mesmont                 | 101              | 08270      | 08288     |
| La Neuville-lès-Wasigny | 129              | 08270      | 08323     |
| Neuvizy                 | 116              | 08430      | 08324     |
| Novion-Porcien          | 481              | 08270      | 08329     |
| Puiseux                 | 80               | 08270      | 08348     |
| Saulces-Monclin         | 528              | 08270      | 08402     |
| Sery                    | 287              | 08270      | 08415     |
| Sorcy-Bauthémont        | 139              | 08270      | 08428     |
| Vaux-Montreuil          | 102              | 08270      | 08467     |
| Viel-Saint-Remy         | 243              | 08270      | 08472     |
| Villers-le-Tourneur     | 161              | 08430      | 08479     |
| Wagnon                  | 96               | 08270      | 08496     |
| Wasigny                 | 319              | 08270      | 08499     |
| Wignicourt              | 61               | 08270      | 08500     |